# هبيس

هيبيس هو اختصار للمركب الكيميائي ٢-(٤-(٢-هيدروكسي إيثيل)١-بايبريزايل)إيثان سلفونيك أسيد، وهو مركب كيميائي عضوي له الصيغة الجزيئية {\displaystyle {\ce {C8H18N2O4S}}}.

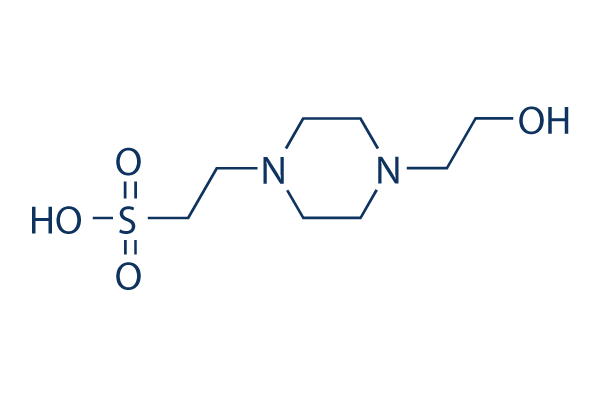
الصيغة البنائية للمركب هبيس

يُصنف على أنه عامل تخزين كيميائي عضوي ويُعتبر مادة عازلة «جيدة» مشتقة من مجموعة من المحاليل المنظمة. وعادةً ما يتم استخدامه كمحلول منظِّم في زراعة الخلايا ويستخدم على نطاق واسع في العديد من التفاعلات الكيميائية الحيوية.

## مميزات هبيس
تتميز المحاليل المنظمة الجيدة مثل هبيس بالخصائص التالية:
- قيم ثابت حاصل الإذابة تتراوح بين 6.0 و 8.0 ( ذوبانية عالية )
- نفاذية الغشاء.
- تأثير محدود على التفاعلات الكيميائية الحيوية.
- انخفاض امتصاص الضوء المرئي والأشعة فوق البنفسجية.
- مستقر كيميائيّا وإنزيميًا.
- سهل التحضير.[4]

## الثبات والتفاعلية
يعتبر المركب هبيس مركب مستقر تحت الظروف العادية، ولا تنتج عنه أي تفاعلات سامة تحت الظروف العادي،. كما يعتبر عامل مؤكسد قوي.
عند تفكك المركب ينتج عنه غاز أول أكسيد الكربون السام وغاز ثاني أكسيد الكربون.

## زراعة الخلايا
يستخدم هبيس في عملية زراعة الخلايا حيث تبلغ قيمة ثابت حاصل الإذابة له ٧.٣ عند درجة حرارة ٣٧ سْ، ولكن يجب استخدامه بالإضافة إلى بيكربونات الصوديوم وليس بدلًا منها؛ حيث إنه من المهم الحفاظ على كمية كافية من البيكربونات في الوسط للأغراض الغذائية. يمكن إضافة هبيس إلى وسائط زراعة الخلايا بتركيز نهائي من 10 ملم إلى 25 ملم لتوفير سعة تخزين إضافية إذا لزم الأمر.
عادةً ما تكون التركيزات المنخفضة غير كافية للتحكم في التقلبات في درجة الحموضة ، وغالبًا ما تكون التركيزات الأعلى سامة. نظرًا لأن سعة المحلول المنظم لـهبيس مستقلة عن تركيز ثاني أكسيد الكربون، فهي بمثابة محلول منظم مثالي للحفاظ على الرقم الهيدروجيني للمزارع عندما تتطلب مزارع الخلايا فترات طويلة من المعالجة خارج حاضنة ثاني أكسيد الكربون.
المحاليل المنظمة هبيس مقاومة للتغيرات السريعة والجذرية في درجة الحموضة، ولكنها لن تمنع تحولات الأُس الهيدروجيني تمامًا. وذلك لأن المستويات العالية من هبيس يمكن أن تسبب تسممًا للخلايا، فيجب تقليل تركيزات هذا المخزن العضوي إذا كانت السمية واضحة لخط خلوي معين أو خلية أولية.

## تحذيرات الاستخدام
- تجنب استنشاق الدخان، الغاز، الضباب، أو الرذاذ الناتج عنه.
- استخدمه فقط في الهواء الطلق أو في منطقة جيدة التهوية.
- في حالة الاستنشاق: انقل المصاب إلى الهواء النقي واجعله في وضع مريح للتنفس، اتصل بمركز السموم أو الطبيب إذا شعرت بتوعك.

### التخزين
- يخزن في مكان بارد وجيد التهوية.
- يجب إبقاء الحاويات مغلقة بإحكام.
- يجب أن يكون المخزن مغلق بإحكام.[4]